# هيديوكي إيشيدا
هيديوكي إيشيدا (باليابانية: 石田 英之) (15 أبريل 1982 في ناغاوكاكيو في اليابان – )؛ هو لاعب كرة قدم ياباني سابق كان يلعب كمهاجم.

## وصلات خارجية
- هيديوكي إيشيدا على موقع رابطة كرة القدم اليابانية للمحترفين (اليابانية)
- هيديوكي إيشيدا على موقع قاعدة بيانات كرة القدم.إي يو (الإنجليزية)
- هيديوكي إيشيدا على موقع Soccerway.com (الإنجليزية)